# 1492
1492 (MCDXCII) je bilo prestopno leto, ki se je po julijanskem koledarju začelo na nedeljo.

## Dogodki
- 12. oktober - Krištof Kolumb pristane na obalah Amerike
- rekonkvista: Ferdinand II. Aragonski osvoji Granado; s tem je zlomljena muslimanska oblast v Španiji
- sveti sedež zasede papež Aleksander VI. (nasledil Inocenca VIII.)

## Rojstva
- 6. marec - Juan Luis Vives, španski renesančni humanist, filozof in pedagog († 1540)
- 7. september - Giacomo Aconcio, italijanski teolog, filozof in reformator († 1566)

Neznan datum
- Jovan Nenad, vojskovodja in samozvani srbski car († 1527)

## Smrti
- 7. junij - Kazimir IV. Poljski, veliki litovski knez  in poljski kralj (* 1427)